# Триптих за Апостола
„Триптих за Апостола“ е българска телевизионна новела (историческа) от 1986 година на режисьора Георги Аврамов.
Новелата е изградена по трите разказа на Иван Вазов „Из кривините“, „Най-чистият път“ и „Апостолът в премеждие“ .

## Актьорски състав
| Роля                    | Изпълнител          |
| ----------------------- | ------------------- |
| „Апостола“ Васил Левски | Ириней Константинов |
|                         | Страхил Митев       |
|                         | Кристиан Фоков      |
|                         | Георги Жеков        |